# Kondycjonowanie energii
Kondycjonowanie energii – to proces mający na celu umożliwienie i optymalizację współpracy źródeł energii elektrycznej i odbiorów, poprzez zmianę parametrów energii.
Realizowany jest m.in. w przypadku dopasowania źródeł odnawialnych do parametrów sieci; dopasowania źródeł w systemach kogeneracyjnych, wyrównywania obciążeń z wykorzystaniem magazynów energii, dopasowania parametrów sieci do wielkości wymaganych przez odbiornik.
Kondycjonowanie energii jest realizowane przez filtry aktywne służące do zmniejszania zawartości wyższych harmonicznych w przebiegach prądów i napięć, jak również układy UPS, zapewniające pracę urządzeń w przypadku zaników napięcia oraz układy kompensacji zapadów i przysiadów napięcia.